# Чохот
Чохот или Хинаахат — вероятно правитель Канульского царства со столицей в Калакмуле.

## Биография
Если Чохот был правителем Канульского царства, то он являлся преемником Юкном-Йичак-Кака.
Единственное упоминание о нём содержится на двух костях, найденных в гробнице Хасав-Чан-Кавиля I, правителя Мутульского царства со столицей в Тикале. На них записано его имя, которое может читаться как Чохот или Хинаахат, вероятно он находился у власти в ноябре 695 года. Неизвестно, был ли он законным царём или неким претендентом на престол Кануля, поддержанный Мутулем.
Если он был правителем, то его преемником стал Юкном-Ток-Кавиль, сын Юкном-Йичак-Кака.